# Neoscalpellum debile
Neoscalpellum debile är en kräftdjursart som först beskrevs av Aurivillius 1898.  Neoscalpellum debile ingår i släktet Neoscalpellum och familjen Scalpellidae. Inga underarter finns listade i Catalogue of Life.